# Piotr Zhao Mingzhen
Piotr Zhao Mingzhen (chiń. 趙明振伯鐸) (ur. 1839 r. w Beiwangtou, Hebei w Chinach – zm. 3 lipca 1900 r. tamże) – święty Kościoła katolickiego, męczennik.
Piotr Zhao Mingzhen urodził się w 1839 r. w Beiwangtou w prowincji Hebei.
Podczas powstania bokserów doszło w Chinach do prześladowania chrześcijan. 3 lipca 1900 r. 18 z krewnych i przyjaciół Piotra Zhao Mingzhen zostało schwytanych i zabitych przez powstańców. On sam wraz z bratem Janem Chrzcicielem Zhao Mingxi prowadzili głośną modlitwę jako przygotowanie do śmierci.
Dzień jego wspomnienia to 9 lipca (w grupie 120 męczenników chińskich).
Został beatyfikowany razem z bratem 17 kwietnia 1955 r. przez Piusa XII w grupie Leon Mangin i 55 Towarzyszy. Kanonizowany w grupie 120 męczenników chińskich 1 października 2000 r. przez Jana Pawła II.